# Butylphthalid
Butylphthalid ist eine organische Verbindung aus der Gruppe der Lactone und ein Derivat des Phthalids.

## Vorkommen

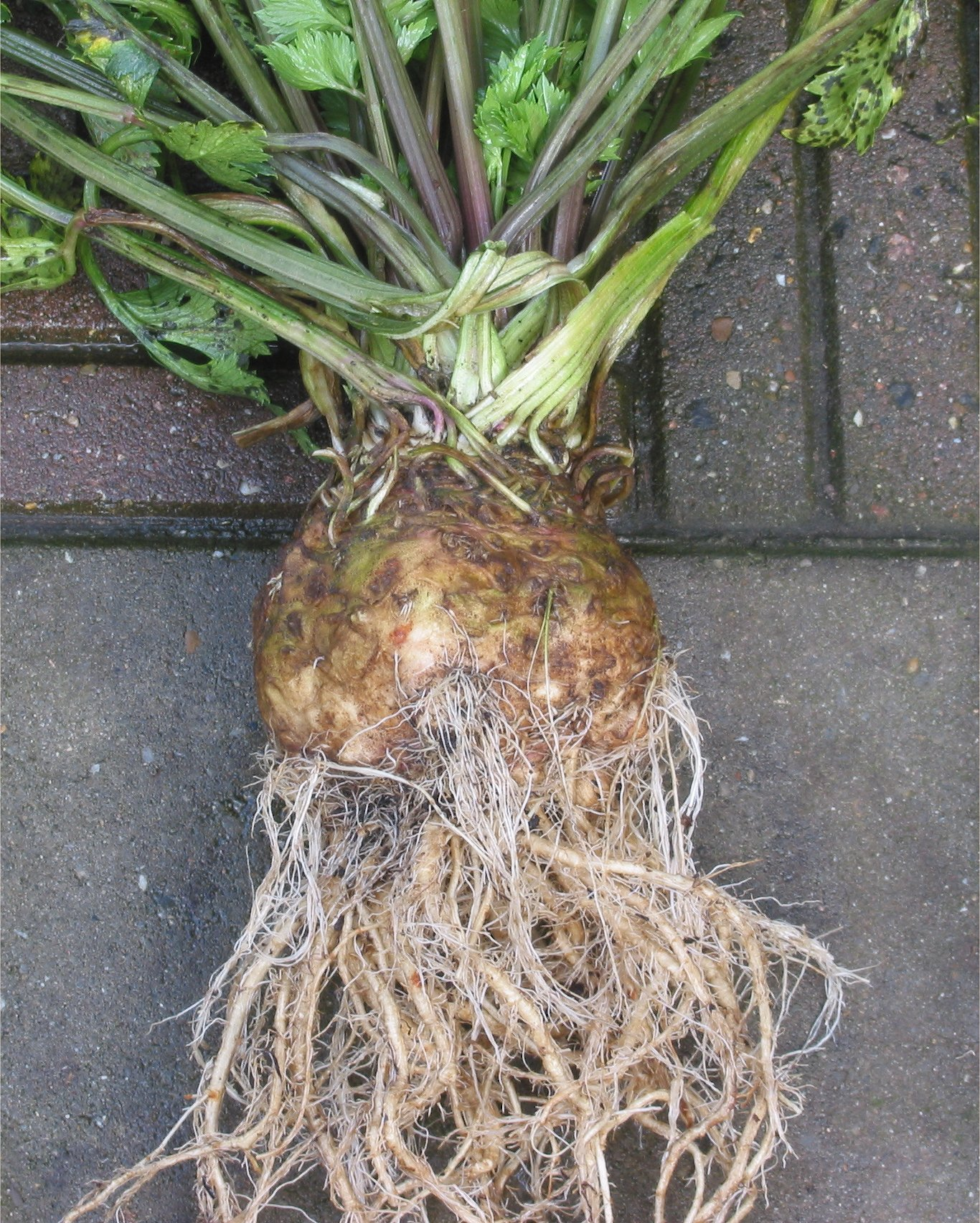
Butylphtalid ist eine Aromaverbindung in Sellerie

Butylphthalid ist eine der Haupt-Aromakomponenten von Sellerie.

## Herstellung
Butylphthalid kann durch Hydrierung von Butylidenphthalid an Palladium hergestellt werden. Die Reaktion von Methyl(2-pentanoylbenzoat) mit Chlordiisopinocampheylboran  und Aufarbeitung mit Diethanolamin ergibt (S)-3-Butylphthalid. Die reinen Enantiomere können außerdem gewonnen werden, indem das Racemat mit (R)-2-Phenylpropionsäure verestert wird, sodass Diastereomere entstehen, die mittels HPLC getrennt werden können.

## Verwendung
Butylphthalid ist in der EU unter der FL-Nummer 10.025 als Aromastoff für Lebensmittel zugelassen.